# FIFA国际裁判名录
FIFA国际裁判名录（英語：FIFA International Referees List）是由国际足球联合会支配、涉及足球领域（包括室外足球、室内足球和沙滩足球）的全球性裁判名录。名录上的成员有资格执法国际级别的比赛，并可在制服上佩戴国际足联徽章。

## 提名
国际足球联合会的成员国每年都会提名执法室外足球、室内足球或沙滩足球的男子及女子官员。提名至国际足联的裁判是由每个国家的裁判委员会负责选择。
国际足联共拟有五份名录：男子及女子（室外）足球裁判、男子及女子室内足球裁判，以及沙滩足球裁判的单列名录。室外足球名录中的官员会被提名为裁判或助理裁判。而国际级别的室内足球和沙滩足球通常是由2位内场裁判控制，因此并不设相应的助理裁判。

## 体能
列入名录的主裁判必须通过一系列体能测试，其中包括由40米冲刺和75米冲刺组成的间隔测试，以及2×12.5米的恢复行走。列入名录的助理裁判必须通过的体能测试则包括COAD操练、由30米冲刺和75米冲刺组成的间隔测试，以及2×12.5米的恢复行走。

## FIFA徽章
裁判在被列入名录后将获得由国际足联颁发的徽章。徽章会标明官员被列入的类别：主裁判、助理裁判、室内足球裁判或沙滩足球裁判。当裁判在列入的类别中执法比赛，他们应当佩戴徽章。若裁判在执法的是他们所列入类别之外的比赛（例如充当主裁判的助理裁判或在室外执法的室内足球裁判），则不需要佩戴徽章。女子名录中的成员只有在通过男子体能测试后才能工作于男子国际赛场。裁判列入名录的年份通常会在其所获得的FIFA徽章中标注。

## 年龄
主裁判必须在1月1日前届满25岁，才有资格于该日历年获得国际裁判名录的提名。助理裁判的提名资格则是必须届满23岁。在2016年之前，有资格获得提名的裁判必须不超过44岁。首次提名的年龄门槛则不得超过38岁。
在2014年，国际足联宣布将取消最高年龄限制，并于2015年得到落实。国际足联保留要求超过45岁的裁判进行额外技术评估以及具体健康检查和体能测试的权利。萨尔基斯·德米尔吉安（Sarkis Demirdjian）是国际足联官员中服务时间最长的裁判，从1962年9月至1983年7月共计服务了20年零10个月。